# Taszewko
Taszewko – wieś w Polsce położona w województwie kujawsko-pomorskim, w powiecie świeckim, w gminie Jeżewo.
| SIMC    | Nazwa   | Rodzaj    |
| ------- | ------- | --------- |
| 0087538 | Ostrów  | część wsi |
| 0087544 | Przyspa | część wsi |

W latach 1975–1998 miejscowość administracyjnie należała do województwa bydgoskiego. Według Narodowego Spisu Powszechnego (III 2011 r.) liczyła 127 mieszkańców. Jest czternastą co do wielkości miejscowością gminy Jeżewo.